# Władimir Parszukow
Władimir Aleksandrowicz Parszukow (ros. Владимир Александрович Паршуков; ur. 4 sierpnia 1946; zm. 16 grudnia 2001) – radziecki zapaśnik startujący w stylu wolnym.
Złoty medalista mistrzostw Europy w 1977. Pierwszy w Pucharze Świata w 1975 i drugi w 1979 roku.
Mistrz ZSRR w 1971 i 1972; drugi w 1974, 1976 i 1979; trzeci w 1973 roku.